# مادام بوواری (فیلم ۱۹۴۹)
مادام بوواری (انگلیسی: Madame Bovary) فیلمی در ژانر درام به کارگردانی وینسنت مینلی است که در سال ۱۹۴۹ منتشر شد.

## بازیگران
- جنیفر جونز
- جیمز میسون
- وان هفلین
- لوئی ژوردان
- جین لوکارت
- گلادیس کوپر
- هنری مورگان
- الن کوربی
- چارلز بیکفورد
- لان پاف
- ورنان استیل